# Under Armour
Under Armour, Inc. — американська компанія з виробництва спортивного одягу, взуття та аксесуарів. Окрім товарів спортивного призначення компанія випускає одяг в стилі кежуел. У 2006 році також було налагоджено виробництво не лише в США, а й в в країнах Азії та Південно-Східної Азії, таких як Китай, Йорданія та Індія. Головний офіс підприємства знаходиться в місті Балтимор, штат Мериленд в США. Європейський офіс знаходиться в Олімпійському стадіоні Амстердама. Також є відділення у Денвері, Гонконгу, Гуанчжоу (Китай), Джакарті та Торонто.
UA (Under Armour) — заснована в 1996 році 24-річним Кевіном Планком, офіс якого спочатку знаходився буквально в підвалі у бабусі у Вашингтоні, округ Колумбія.
Граючи, як захисник, в університетській команді з американського футболу, Кевін Планк відчував постійний дискомфорт через те, що постійно грав у вологій від поту футболці і змінював декілька футболок за одне тренування. Саме це і надихнуло Кевіна Планка зробити футболку зі спеціальної синтетичної тканини. Пізніше він трохи удосконалив футболки, використовуючи мікрофібру. Цей оновлений варіант футболок Кевін Планк дав на тест своїм друзям, частина яких грала в NFL (Національна Ліга Американського Футболу). Футболки здобули схвалення як друзів по футбольному клубу, так і гравців NFL.
З вересня по грудень 1996 Кевін Планк продав 500 футболок на суму 17000 $. В 1997 році дохід зріс до 110000 $. Першим клієнтом Under Armour був Технологічний інститут Джорджії, а невдовзі контракт на закупівлю уклав Університет штату Аризона.
У 1999, компанія Under Armour отримала визнання та мала перший великий успіх, коли Warner Brothers використала Under Armour у двох своїх художніх фільмах: «Щонеділі» Олівера Стоуна та « Заміна». В фільмі "Щонеділі" Джеймі Фокс одягає черепашку від Under Armour.
У 2000 році Under Armour стала постачальником екіпіровки для нової футбольної ліги XFL.
У 2003 році приватна інвестиційна компанія Rosewood Capital інвестувала в компанію Under Armour 2 мільйонів доларів. Того ж року Under Armour запустила свою першу телевізійну рекламу, в центрі якої був їхній девіз «Захисти цей будинок».
У листопаді 2005 року компанія Under Armour провела своє IPO на NASDAQ , залучивши капітал у розмірі $153 мільйонів.
Наприкінці 2007 року Under Armour відкрила свій перший повноцінний магазин роздрібної торгівлі в торговому центрі Westfield Annapolis в Аннаполісі, штат Меріленд. Відтоді компанія постійно розширювалася. Відкрилися спеціалізовані магазини та Outlet у Канаді, Китаї та 39 штатах США.  Серед найвідоміших відкриття першого магазину Brand House у Балтиморі в 2013 році, та другого Brand House у Тайсонсі, штат Вірджинія.
У 2009 році компанія зробила колаборацію з бейсбольною командою Ripken Baseball Кела Ріпкена-молодшого, зокрема постачаючи форму для команди нижчої ліги Aberdeen IronBirds та молодіжних команд, що беруть участь у Всесвітній серії Кела Ріпкена.
Компанія Under Armour виготовила костюми, які носили ковзанярі на зимових Олімпійських іграх 2014 року. Це була невдала співпраця бо американські ковзанярі програвали в нових костюмах Mach 39. Було ухвалене рішення повернулися до попередньої моделі костюмів, але ковзаняри продовжували програвати. Новина про костюми призвела до падіння акцій Under Armour на 2,38%.
21 січня 2014 року було оголошено, що Університет Нотр-Дам та Under Armour досягли угоди щодо надання університету форми та спортивного спорядження. Ця 10-річна угода була найбільшою у своєму роді в історії коледжа та набула чинності 1 липня 2014 року. Станом на 2014 рік операційний прибуток Under Armour становив понад 30%, що прискорилося порівняно з 2013 роком. Ціна акцій компанії зросла на 62,5% того року.
У листопаді 2013 року Under Armour придбала фітнес-додаток MapMyFitness, який дозволяє відстежувати та аналізувати фізичну активність людини. Вартість контракту - 150 000 000 $. У лютому 2015 року Under Armour оголосила про контракт з розробниками додатків для підрахунку калорій та поживних речовин MyFitnessPal за 475 000 000$, а також з розробниками фітнес-додатків Endomondo за 85 000 000 $.
6 січня 2016 року Under Armour оголосила про стратегічне партнерство з IBM щодо використання технології когнітивних обчислень IBM Watson для отримання змістовних даних через Інтернет та програми UA Record.
У липні 2016 року Under Armour орендувала приміщення для магазину площею 53 000 квадратних футів (4900 м²), яке раніше займала FAO Schwarz на П'ятій авеню в Нью-Йорку. FAO Schwarz сплачувала 20 000 000 $ орендної плати. Відкриття магазину, спочатку заплановане на 2019 рік, було перенесено на 2021 рік. Потім у березні 2021 року Under Armour оголосила, що планує здати в суборенду приблизно половину загальної площі.
5 грудня 2016 року Under Armour уклала 10-річну угоду з Головною лігою бейсболу (MLB), щоб стати її офіційним постачальником ігрової форми, починаючи з 2020 року. Under Armour мала замінити Majestic, який був постачальником форми MLB з 2004 року. Однак у травні 2018 року повідомлялося, що Under Armour відмовиться від угоди з MLB, щоб заощадити компанії близько 50 мільйонів $. Натомість Nike стала постачальником ігрової форми ліги. Угода MLB з Nike стала офіційною 25 січня 2019 року.
У жовтні 2019 року Кевін Планк оголосив, що піде у відставку до 2020 року, а операційний директор Патрік Фріск замінить його на посаді генерального директора в січні 2020 року. У липні 2020 року компанія отримала повідомлення Wells Notices від Комісії з цінних паперів та бірж США. Ці повідомлення є результатом бухгалтерських аудитів за 2015 та 2016 роки та звіти про продажі за той самий період. За результатами аудитів компанія повідомила про зниження доходів на 41% за другий квартал 2020 року, або на 707,6 мільйона $. Внаслідок пандемії COVID-19 Under Armour довелося закрити свої магазини. Незважаючи на зниження доходів, результати все ж перевищили аналітичні прогнози, які раніше оцінювали прибуток від продажів у $541 мільйон за другий квартал.
З 11 вересня 2023 року компанія Under Armour призначає Джона Варватоса на посаду головного дизайнера.
З 1 квітня 2024 року Кевін Планк повертається до компанії на посаду генерального директора. Він замінить Стефані Ліннарц, яка пропрацювала на цій посаді трохи більше року.

### Фінанси
За 2018 фінансовий рік Under Armour повідомила про збитки у розмірі $46 мільйонів, при річному доході в $4,977 мільярда, що на 9,9% більше, ніж у попередньому фінансовому циклі. Ринкова капіталізація Under Armour у листопаді 2018 року оцінювалася в понад $10,7 мільярда.
| Рік      | Дохід у млн. дол. США | Чистий прибуток у млн. дол. США | Загальна сума активів у млн. дол. США |
| 2005 рік | 281                   | 14                              | 204                                   |
| 2006 рік | 431                   | 39                              | 289                                   |
| 2007 рік | 607                   | 52                              | 391                                   |
| 2008 рік | 725                   | 38                              | 488                                   |
| 2009 рік | 856                   | 46                              | 546                                   |
| 2010 рік | 1064                  | 68                              | 675                                   |
| 2011 рік | 1473                  | 96                              | 919                                   |
| 2012 рік | 1835                  | 129                             | 1157                                  |
| 2013 рік | 2332                  | 162                             | 1578                                  |
| 2014 рік | 3084                  | 208                             | 2095                                  |
| 2015 рік | 3 963                 | 233                             | 2866                                  |
| 2016 рік | 4 833                 | 198                             | 3644                                  |
| 2017 рік | 4 989                 | -48                             | 4006                                  |
| 2018 рік | 4 977                 | −46                             | 4245                                  |
| 2019 рік | 5 267                 | 92                              | 4 843                                 |

У 2014 році продажі одягу, взуття та аксесуарів становили 74,3%, 14% та 9,9% чистого доходу відповідно. Дохід стабільно зростав на 30% з 2010 по 2014 рік. Станом на 28 січня 2016 року чистий дохід за четвертий квартал 2015 року зріс на 31% до $1,17 мільярда, тоді як чистий дохід за весь рік зріс на 28% до $3,96 мільярда. Виходячи з цих цифр, Under Armour оновив свій прогноз чистого доходу на 2016 рік приблизно до $4,95 мільярда  (+25%).

### Продукція
Продукція, що виробляється Under Armour, включає чоловіче спортивне взуття, футболки, куртки, толстовки з капюшоном, штани, легінси, шорти, спортивні бюстгальтери, спортивні сумки, маски для обличчя та аксесуари, такі як сумки, рукавички, кепки та захисне спорядження. Under Armour також виробляє форму для американського футболу, баскетболу та футболу, серед інших видів спорту.
Розширення лінійки продуктів Under Armour, такої як TurfGear, AllseasonGear та StreetGear, вивело Under Armour на передові позиції в індустрії спортивного одягу, що розвивається. У 2003 році Under Armour запустила свою лінійку продуктів Women's Performance Gear.
Компанія Under Armour анонсувала випуск доповнення до своєї лінійки продуктів ColdGear під назвою Infrared у 2013 році. Стверджується, що ця лінійка розсіює та рециркулює тепло навколо тіла користувача за допомогою керамічного порошку. Це нібито було розроблено таким чином, щоб теплова сигнатура користувача не вловлювалася. Under Armour також випустила у 2012 році продукт із технологією контролю запаху під назвою «Under Armour Scent Control». Стверджується, що ця лінійка розроблена таким чином, що запах користувача неможливо виявити.
Компанія Under Armour розробила новий тип футболки під назвою «Coldblack», яка призначена для відбиття тепла та охолодження спортсменів на сонці. Under Armour представила нові стилі футбольної форми. У жовтні 2012 року Under Armour створила проект "The Wounded Warrior" для футбольної форми. Гавайський університет та Бостонський коледж носили бутси із зірками та американські смугасті футболки. Вони були представлені, коли Бостонський коледж грав проти Меріленду 27 жовтня 2012 року, а також коли Гаваї грали проти UNLV 24 листопада 2012 року.
Компанія виробляє взуття Speedform на китайській фабриці бюстгальтерів. Воно не має устілки та має мало швів. Взуття є найшвидше зростаючою лінійкою продуктів Under Armour, обсяг продажів якої зріс на 31% з 2011 року до 239 000 000 $ у 2012 році.
У 2018 році Under Armour представила дві нові пари підключених кросівок для бігу на виставці CES. Усередині кожного кросівка є модуль Bluetooth, акселерометр і гіроскоп.
У листопаді 2020 року Under Armour оголосила про запуск нового бренду у партнерстві із зіркою НБА Стефеном Каррі під назвою Curry Brand. Запуск відбувся після публікації квартальних доходів Under Armour, які склали $1,43 мільярда, що не змінилося порівняно з 2019 роком.

### Маркетинг та спонсорство
Under Armour просуває свою продукцію за допомогою спонсорських угод зі спортсменами, знаменитостями та спортивними командами, у якій компанія конкурує з іншими компаніями, що виробляють спортивний одяг. Однією з найбільш фінансово вигідних маркетингових стратегій компанії стала співпраця з актором Двейном Джонсоном, який рекламує компанію з січня 2016 року.
Under Armour співпрацює з гравцем PGA Tour Джорданом Спітом, з яким вони підписали спонсорський контракт у 2013 році. Спіт на сьогоднішній день виграв три турніри Великого шлему ( Masters 2015, US Open 2015 та Open Championship 2017 ) і випустив власне взуття для гольфу «Spieth One».
Under Armour співпрацювала з Голлівудом для підвищення своєї популярності. Її реклама датується спортивною драмою 1999 року «Щонеділі», а з того часу вона включала «Вогні п'ятничної ночі» (2004), «Невидима сторона» (2009), «Темний лицар повертається » (2012), «Самотній вижив» (2013), «Марсіанин» (2015) та телесеріали «Дрот» та «Картковий будиночок». Under Armour працювала з художником по костюмах Александрою Бірн над створенням одягу базового шару для персонажів кількох фільмів "Месники" кіновсесвіту Marvel.
Under Armour співпрацює зі спортсменом НБА Стефеном Каррі, якого вважають «обличчям їхньої лінії взуття». Спочатку підписавши контракт з Nike, Каррі приєднався до Under Armour у міжсезоння 2013 року. Оскільки Каррі став дворазовим володарем нагороди «Найцінніший гравець НБА» та одним із найпопулярніших спортсменів у світі, продажі його взуття стали важливим фактором для бренду Under Armour, а ціни на акції зростали та падали залежно від успіху лінійки взуття Curry.
3 березня 2016 року компанія оголосила, що стала офіційним партнером з м'ячів Північноамериканської футбольної ліги, починаючи з сезону 2016 року. У травні Under Armour та UCLA оголосили про плани укласти 15-річний контракт на 280 000 000 $, що зробило його найбільшим спонсорством взуття та одягу в історії NCAA.
10 жовтня 2018 року компанія Under Armour оголосила про підписання контракту з центровим гравцем команди «Філадельфія 76ers» Джоелем Ембіїдом на рекламу кросівок.
Компанія є головним комерційним спонсором реаліті - шоу « Качина династія».
У грудні 2024 року Under Armour оголосила про спонсорство Unrivaled, жіночої баскетбольної ліги 3x3, заснованої Нафізою Колльєр та Бріанною Стюарт, виступаючи «офіційним партнером ліги з питань форми та екіпірування» для першого сезону 2025 року.
04 березня 2025 Under Armour заявив, що підписав контракт із правим захисником світового класу з клуба Парі Сен-Жермен та збірної Марокко - Ашрафом Хакімі. Під час змагань Хакімі гратиме в бутсах Under Armour Shadow Elite 3. Поза полем, спортсмен носитиме взуття таких лінійок як Challenger, Terrace та Unstoppable.
За 2024 та 1 квартал 2025 рок відбулися підписання контрактів з Педро Порро («Тоттенгем»), Сашею Бої («Баварія»), Ферраном Торресом та Марком Касадо («Барселона»).
Учасника японського айдол-гурту SixTones Джессі було призначено амбасадором бренду Under Armour Japan, про що було оголошено 24 березня 2025 року.
18 червня 2025 центральний захисник мадридського «Реала» Тоні Рюдігер анонсує співпрацю Under Armour X Mansory у футболі з культовими бутсами Magnetico Elite 5 на Чемпіонаті світу з футболу серед клубів. В ексклюзивній серії всього 96 пар. Колекція продавалася у вибраних магазинах мереж Pro:Direct та KAMO. Magnetico Elite 5 виготовлені спеціально для Тоні, ці кросівки гармонують з помаранчевим та матово-карбоновим кольорами автомобіля Тоні Рюдігера марки Mansory.